# 세이브 더 라스트 댄스 2
세이브 더 라스트 댄스 2(Save The Last Dance 2)는 미국에서 제작된 데이빗 피트라카 감독의 2006년 드라마, 멜로/로맨스 영화이다. 이자벨라 미코 등이 주연으로 출연하였고 에릭 헤젤 등이 제작에 참여하였다.

## 출연

### 주연
- 이자벨라 미코
- 컬럼버스 숏

### 조연
- 재클린 비셋
- 마리아 브룩스
- 오브리 달러
- 이안 브레넌
- 니요
- 브렌단 월
- 마이클 한라한
- 매튜 존슨
- 스티븐 로버츠
- 케빈 이
- 사라 프란시스
- 로샨 아멘드라
- 킴벌리 오닐
- 마리너 스톤
- 레이 제이

## 제작진
- 원조: 듀안 에들러
- 공동제작: 브라이언 캠벨
- 미술: 타보 슈더
- 의상: 게샤 필립스